# Clostridium thermocellum
Clostridium thermocellum est une bactérie, anaérobie et thermophile, qui suscite un intérêt économique et scientifique pour ses capacités inhabituelles, cellulolytiques et éthanologéniques. 

## Conversion de la cellulose
À certaines conditions, Clostridium thermocellum peut convertir directement un substrat cellulosique en éthanol, ce qui peut la rendre utile pour le secteur de la biomasse énergie (conversion de biomasse cellulosique en une source d’énergie utilisable). 
La bactérie adhère à la cellulose et la dégrade ; cette dégradation se fait dans la bactérie grâce à un grand système enzymatique de cellulase extracellulaire dit cellulosome, lequel contient près de 20 sous-unités catalytiques. 
La manière dont cette bactérie dégrade la cellulose diffère considérablement de celle qui est utilisée par les champignons (via des cellulases fongiques) en raison notamment de sa grande activité sur la cellulose cristalline. Ainsi cette bactérie est  capable de solubiliser complètement les sources cristallines de cellulose (comme le coton par exemple.

## Production d'éthanol
Elle n'est pas envisagée industriellement, car son rendement en éthanol est faible, au moins en partie à cause des voies de fermentation ramifiées qui produisent de l'acétate, du formiate et du lactate en plus de l'éthanol.
On a aussi des preuves d'inhibition en présence d'hydrogène et d'agitation du milieu. 
Des chercheurs tentent néanmoins pouvoir génétiquement modifier la bactérie pour optimiser la voie métabolique source d'éthanol, en espérant une conversion de biomasse plus efficace, avec des interrogations dans le cas où la bactérie ou ses gènes se dispersent dans l'environnement naturel[Interprétation personnelle ?].